# Borzęta
Borzęta – wieś w Polsce położona w województwie małopolskim, w powiecie myślenickim, w gminie Myślenice.
W latach 1954–1960 wieś należała i była siedzibą władz gromady Borzęta, po jej zniesieniu w gromadzie Myślenice. W latach 1975–1998 miejscowość administracyjnie należała do województwa krakowskiego.

## Położenie
Pod względem geograficznym wieś znajduje się na Pogórzu Wielickim nad Jeziorem Dobczyckim. W lesie nad tym jeziorem (na przedłużeniu ulicy Kazimierza Wielkiego) znajduje się kilka piaskowcowych skał, na których uprawiana jest wspinaczka skalna i bouldering: Nowe Skały, Ruchliwa, Stare Skały, Nosek, Sąsiadka, Sąsiad.

## Integralne części wsi
| SIMC    | Nazwa      | Rodzaj    |
| ------- | ---------- | --------- |
| 0327422 | Brzeg      | część wsi |
| 0327439 | Gościniec  | część wsi |
| 0327445 | Panusiówka | część wsi |
| 0327451 | Przylesie  | część wsi |
| 0327468 | Przymiarek | część wsi |
| 0327474 | Tyrol      | część wsi |

## Historia
Wieś została założona przez wójtów myślenickich przed 1364 roku, z którego to roku pochodzą informacje o istnieniu tu sołtysostwa. Było ono w posiadaniu wójtów z Myślenic. Wieś królewska położona była w drugiej połowie XVI wieku w powiecie szczyrzyckim województwa krakowskiego. Wchodziła w skład klucza myślenickiego, stanowiącego uposażenie kasztelanów krakowskich.
Nazwa Borzęta pochodzi prawdopodobnie od imienia o takim brzmieniu, bardzo popularnego w średniowieczu. Pierwotna nazwa wsi brzmiała Borzanca – osada położona na górze Borzanta (obecnie Borzęcka Góra). W 1325 roku wchodziła w skład parafii w Myślenicach. Od roku 1364 była własnością Spytka Jordana, który w roku 1557 podarował ją, wraz z kilkoma innymi okolicznymi wioskami kasztelanii krakowskiej. W skład tych dóbr wchodziła do 1772 roku. W roku 1777, wraz z częścią kasztelanii krakowskiej, sprzedana została księżnie Franciszce z Krasińskich, żonie Karola, syna Augusta III Sasa.Rozwijało się rzemiosło kamieniarskie, któremu zresztą zawdzięcza wieś ocalałe pamiątki przeszłości – kamienne figury przydrożne. Najstarszy jest posąg Matki Boskiej z 1795 roku, nmiejscowa, także kamienna Pietà z początku XIX w. pochodzą natomiast posągi Matki Boskiej Różańcowej, św. Antoniego Padewskiego – dzieło słynnej w okolicy rodziny kamieniarskiej Gubałów.